# Ascanio in Alba
Die Oper Ascanio in Alba  ist eine serenata teatrale in zwei Akten von Wolfgang Amadeus Mozart (KV 111) nach einem Text von Giuseppe Parini. Ascanio in Alba war eine Auftragsarbeit für die Hochzeit Erzherzog Ferdinands von Österreich mit Prinzessin Maria Beatrice d’Este. Der 15-jährige Mozart schrieb die Musik für den Ascanio in nur dreieinhalb Wochen. Uraufgeführt wurde die Oper am 17. Oktober 1771 in Mailand im Teatro Ducale.
Ascanio in Alba ist eine typische Allegorie. Ascanio, der Sohn der Venus, steht für den Erzherzog, die Göttin für die Herrscherin Maria Theresia, die ihrem Sohn erklärt, er werde einst König von Alba. Die Braut Beatrice, symbolisiert durch die Silvia, muss zuerst eine Prüfung bestehen. Sie besteht und beweist eindrucksvoll ihre Tugend. Der Priester Aceste führt die beiden Liebenden zum Altar.

## Inhalt

### Erster Akt
Die Göttin Venus und ihr Sohn Ascanio erscheinen mit ihrem Gefolge in Alba. Venus erklärt ihrem Sohn, dass sie in dieser Gegend mit seinem Vater Aeneas sehr glücklich gewesen sei und deshalb sehr gerne hier verweile. Sie könne jedoch ihren Platz im Himmel nicht immer verlassen und er, Ascanio, solle hier regieren.
Ascanio fragt nach Silvia, die ihm versprochen ist, die er jedoch nicht kennt. Silvia ist eine Nymphe aus dem Stamm des Herkules. Aber die Göttin mahnt ihren Sohn, geduldig zu sein. Der Priester Aceste sei mit den Hochzeitsvorbereitungen beschäftigt. Sie beruhigt den Sohn mit dem Hinweis, dass sie Amor beauftragt habe, in Ascanios Gestalt die Träume seiner zukünftigen Braut zu verschönern. Ascanio soll sich jetzt noch nicht zeigen.
Dem Hirten Fauno gegenüber, der ihn nach Herkunft und Begehr fragt, gibt sich Ascanio deshalb als Fremder aus. Er erklärt Fauno, dass ihn die Schönheit Albas so sehr beeindruckt habe, dass er für immer hier bleiben wolle. Der Hirte preist daraufhin das Land, das die Göttin Venus so sehr durch ihre Güte verwöhne. Ascanio ist gerührt über das seiner Mutter gezollte Lob. Als Ascanio sieht, wie der Priester Aceste mit der Nymphe Silvia näher kommt, ermahnt Fauno ihn, Haltung zu bewahren und Silvia nur aus der Ferne anzusehen.

### Zweiter Akt
Die Hirten feiern. Aceste teilt ihnen im Auftrag von Venus mit, dass heute noch der Sohn des Aeneas in Alba sein und sich mit Silvia vereinen werde. Silvia erschrickt und verrät dem Priester Aceste, dass sie schon lange das Bild eines jungen Mannes vor sich sehe, den sie liebe. Der Priester meint, dass dieser Jüngling ihrer Träume unzweifelhaft Ascanio sei, und er weist sie und die Hirten an, sich zum Empfang der Göttin Venus bereit zu machen.
Ascanio bleibt zurück. Er ist von der Schönheit und Unschuld seiner Braut Silvia überwältigt.
Die Göttin erscheint, begleitet von Genien und Grazien. Sie verspricht ihrem Sohn, dass hier im Tal bald eine neue Stadt entstehen werde (Alba). Doch dieser ist betrübt, dass er sich seiner Braut gegenüber noch immer nicht zu erkennen geben darf. Er geht einfach auf Silvia zu, die ihn sofort als den Fremden ihrer Träume zu erkennen vermag.
Fauno weist „den Fremden“ (Ascanio) an, in dessen Heimat über die Hochzeit und die zukünftige Stadt zu berichten. Daraus schließt Silvia, dass der Fremde nicht Ascanio sei. Sie ist tief betrübt, beschließt aber endlich, sich in ihr Schicksal zu fügen – sie werde aber nie einen anderen als den ihr im Traum erschienenen Mann lieben.
Zur Hochzeit erscheint die Göttin Venus und stellt Ascanio nun endlich als ihren Sohn vor. Dieser tritt auf Silvia zu, und seine Mutter vereint die beiden Liebenden, die ihr Land und das Geschlecht des Aeneas glücklich und berühmt machen sollen.

## Entstehung

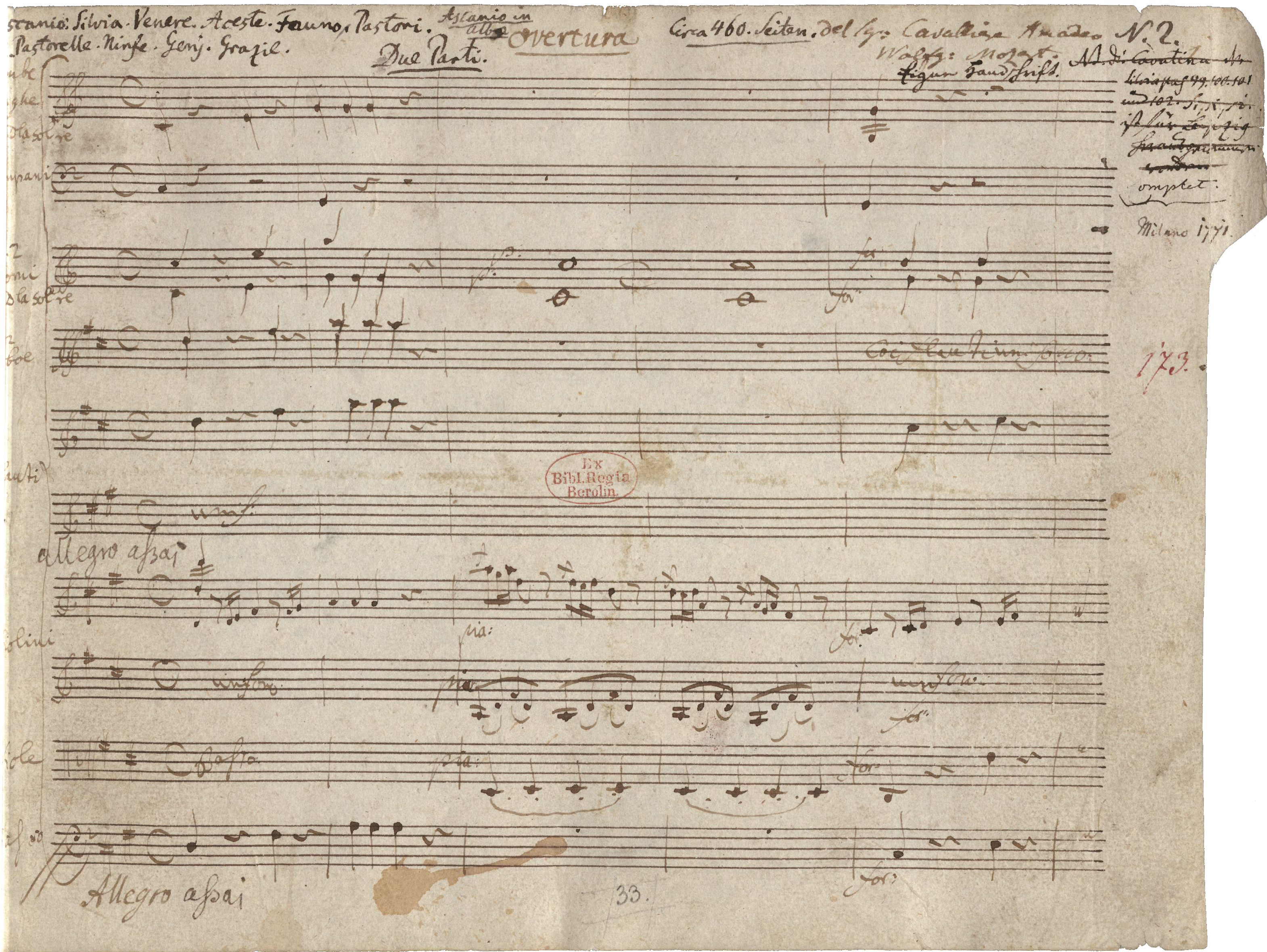
Autographe Partitur, 1. Seite

Ein Jahr vor der Hochzeit hörte die Prinzessin ein Konzert von Mozart und war von ihm sehr beeindruckt.
Vater Leopold Mozart empfand es als „unsterbliche Ehre“, dass sein Sohn eine Oper für die Hochzeitsfeierlichkeiten des Erzherzogs komponieren durfte und sich damit immerhin neben den großen Johann Adolph Hasse stellte, dessen Oper Il Ruggiero zum selben Anlass aufgeführt wurde. Die Hochzeit fand am 15. Oktober 1771 statt. Es sangen Geltrude Allegretti gen. „Falchini“ (Venus), Giovanni Manzoli gen. „il Succianoccioli“ (Ascanio), Antonia Maria Girelli Aguilar (Silvia), Giuseppe Tibaldi (Aceste) und Adamo Solzi (Faun). Mozarts Ascanio wurde ein enormer und überraschender Erfolg.
Ein Großteil der beide Akte verbindenden Ballettmusik hat sich in einer Art Klavierauszug (KV Anh. 207: Neun kleine Stücke für Klavier) erhalten.